# 코퍼레이션

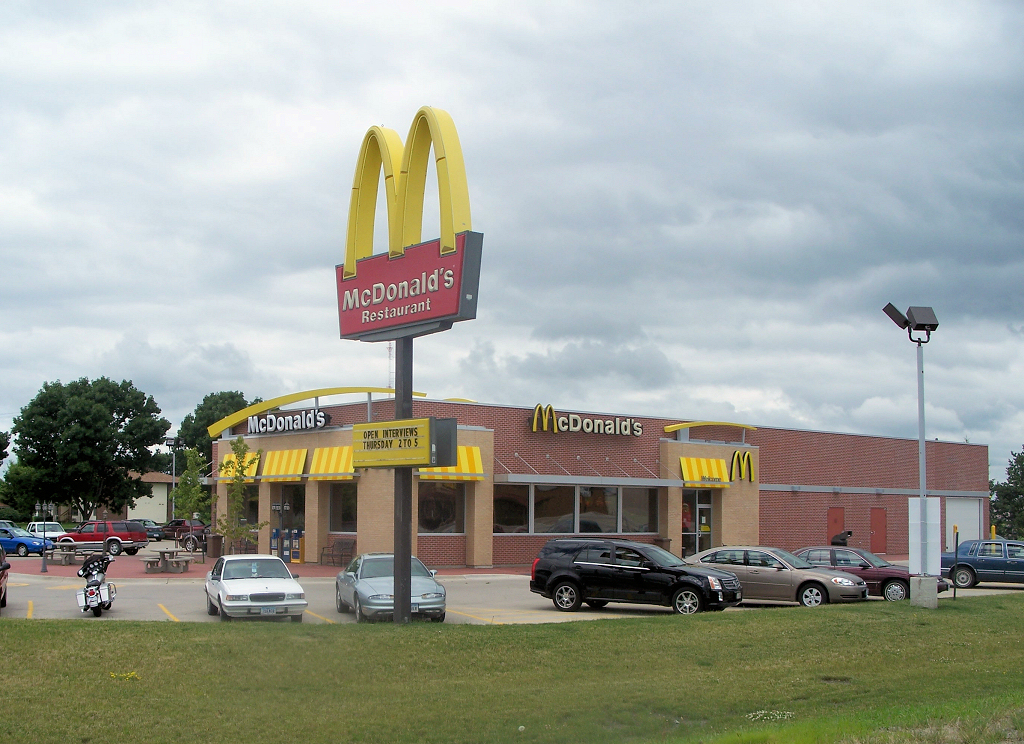
맥도날드 코퍼레이션은 세계에서 가장 잘 알려진 코퍼레이션 중 하나이다.

코퍼레이션(영어: Corporation) 또는 법인체는 국가에 의해 단일 실체(사법 및 공법에 의해 "법률로부터 탄생한" 법적 실체로 인정되는 법인; 법적 맥락에서 법인)로 행동하도록 허가받고, 특정 목적을 위해 회사법에 따라 인정받는 개인 또는 집단(예: 협회 또는 회사)이다.:10 초기의 법인화된 실체들은 헌장에 의해 설립되었다(즉, 군주가 부여하거나 의회 또는 입법부가 통과시킨 애드혹 법률에 의해). 대부분의 관할권은 이제 등록을 통해 새로운 코퍼레이션의 설립을 허용한다. 코퍼레이션은 여러 가지 유형이 있지만, 일반적으로 헌장을 받은 관할권의 법률에 따라 두 가지 측면에서 구분된다. 즉, 주식을 발행할 수 있는지 여부 또는 이익을 창출하기 위해 설립되었는지 여부이다. 소유자 수에 따라 코퍼레이션은 집합 코퍼레이션(이 문서의 주제) 또는 단독 코퍼레이션(자연인 한 명이 차지하는 단일 법인화된 사무실로 구성된 법인)으로 분류될 수 있다.
등록된 코퍼레이션은 지방 당국에 의해 인정되는 법인격을 가지며, 주식은 주주들이 소유한다. 이들의 책임은 일반적으로 투자 금액으로 제한된다. 일인회사나 합명회사와 같은 이전 사업체와 비교하여 초기 사업 코퍼레이션이 투자가들에게 제공한 매력적인 이점 중 하나는 유한책임이었다. 유한책임은 회사의 통제권을 소유권과 분리하며, 코퍼레이션의 수동적 주주는 코퍼레이션의 계약상 합의된 의무나 코퍼레이션이 제3자에게 저지른 불법행위(코퍼레이션의 통제자가 행한 행위)에 대해 개인적으로 책임지지 않는다는 것을 의미한다.
지역 법률이 주식 발행 능력에 따라 코퍼레이션을 구분하는 경우, 주식 발행이 허용되는 코퍼레이션은 주식회사로 지칭된다. 코퍼레이션에 대한 투자의 한 유형은 주식을 통한 것이며, 주식 소유자는 주식 소유자 또는 주주로 지칭된다. 주식 발행이 허용되지 않는 코퍼레이션은 비주식회사로 지칭된다. 즉, 비주식회사의 소유자로 간주되는 사람(또는 다른 법인)은 코퍼레이션에 가입한 사람이며 코퍼레이션의 회원으로 지칭된다. 영리 목적으로 설립될 수 있는지 여부에 따라 구별되는 지역에서 헌장을 받은 코퍼레이션은 각각 영리 코퍼레이션 및 비영리 코퍼레이션으로 지칭된다.
주주들은 일반적으로 코퍼레이션을 적극적으로 관리하지 않는다. 대신 주주들은 이사회를 선출하거나 임명하여 수탁자의 자격으로 코퍼레이션을 통제한다. 대부분의 상황에서 주주는 코퍼레이션의 이사 또는 임원으로도 활동할 수 있다. 공동결정을 시행하는 국가에서는 기업의 근로자들이 회사 이사회에 대표를 선출할 권리를 가진다.

## 역사

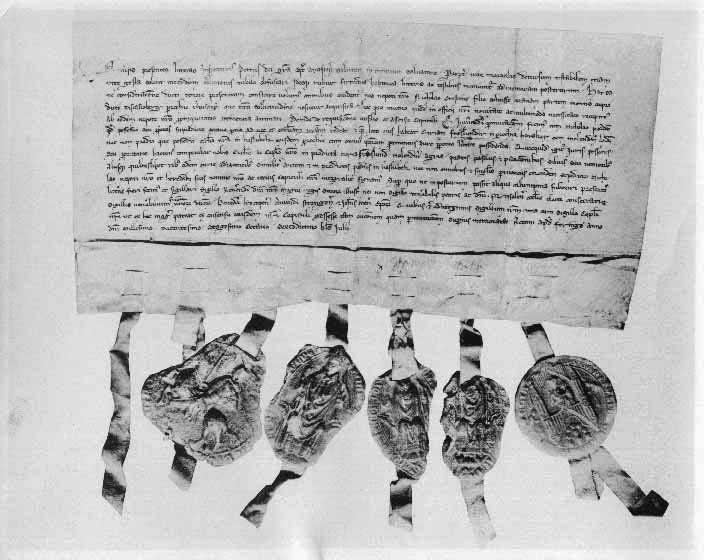
스토라 코파르베리 광산의 1/8 지분 증서, 1288년 6월 16일

"코퍼레이션"이라는 단어는 라틴어로 "몸" 또는 "사람들의 집단"을 의미하는 corpus에서 유래했다. 유스티니아누스 (재위 527–565년) 시대에 로마법은 Universitas, corpus 또는 collegium이라는 이름으로 다양한 법인체를 인정했다. 율리우스 카이사르가 집정관이자 로마 독재관이던 로마 공화국 (기원전 49–44년) 시기에 율리우스법이 통과되고, 카이사르 아우구스투스가 원로원 수석이자 로마 육군의 임페라토르이던 (기원전 27년–기원후 14년) 시기에 재확인됨에 따라, collegia는 로마 원로원이나 로마 황제의 승인을 받아야 법적 기관으로 인가받을 수 있었다. 여기에는 국가 자체(Populus Romanus), 지방자치단체, 그리고 종교 의식 후원자, 장례 협회, 정치 단체, 장인 또는 상인 길드와 같은 사적 협회가 포함되었다. 이러한 단체들은 일반적으로 재산을 소유하고 계약을 체결하며, 선물과 유산을 받고, 소송을 제기하고 피소될 권리, 그리고 일반적으로 대표자를 통해 법적 행위를 수행할 권리를 가졌다. 사적 협회는 황제에 의해 지정된 특권과 자유를 부여받았다.
코퍼레이션의 개념은 중세에 11세기에서 14세기에 걸쳐 글로사토르와 그 후계자인 주석가들이 유스티니아누스의 로마법 대전을 회복하고 주석하면서 부활했다. 특히 이와 관련하여 중요한 인물은 이탈리아 법학자 바르톨루스 데 삭소페라토와 발두스 데 우발디스였는데, 후자는 코퍼레이션을 국가를 묘사하기 위한 정체 비유에 연결시켰다.
사업을 영위하고 법적 권리의 주체였던 초기 법인에는 고대 로마의 콜레기움과 고대 인도의 마우리아 제국의 sreni가 포함되었다. 중세 유럽에서는 교회가 법인화되었으며, 시티오브런던 법인과 같은 지방 정부도 법인화되었다. 요점은 법인화가 특정 구성원의 수명보다 오래 지속되어 영속적으로 존재한다는 것이었다. 세계에서 가장 오래된 상업 법인으로 알려진 스웨덴 팔룬의 스토라 코파르베리 광업 공동체는 1347년에 망누스 에릭손 왕으로부터 헌장을 획득했다.
중세 시대에 상인들은 영미법계 구조, 예를 들어 파트너십을 통해 사업을 했다. 사람들이 이익을 목적으로 함께 행동할 때마다 법은 파트너십이 발생한 것으로 간주했다. 초기 길드와 런던시 의류업자 조합 또한 종종 상인들 간의 경쟁 규제에 관여했다.

### 중상주의
네덜란드 동인도 회사 (네덜란드 약어: VOC로도 알려짐) 및 허드슨 베이 회사와 같은 네덜란드 및 영국의 칙허장 회사들은 17세기에 유럽 국가들의 식민지 개척 사업을 주도하기 위해 설립되었다. 네덜란드 정부의 인가를 받은 헌장 아래, 네덜란드 동인도 회사는 포르투갈군을 격파하고 말루쿠 제도에 정착하여 유럽의 향신료 수요로부터 이익을 얻었다. VOC의 투자가들에게는 주식 소유 증명서로 종이 증권이 발행되었고, 이들은 원래의 암스테르담 증권거래소에서 주식을 거래할 수 있었다. 주주들은 또한 회사의 왕실 칙허장에서 유한책임을 명시적으로 부여받았다.
영국에서 정부는 왕실 칙허장 또는 의회법에 따라 특정 지역에 대한 독점권을 부여하여 코퍼레이션을 설립했다. 가장 잘 알려진 예로는 1600년에 설립된 영국 동인도 회사가 있다. 엘리자베스 1세는 이 회사에 희망봉 동쪽의 모든 국가와 무역할 독점권을 부여했다. 이 시기의 일부 코퍼레이션은 정부를 대신하여 해외 착취를 통해 수입을 얻었다. 이후 이 회사는 영국, 그리고 나중에는 영국 군사 및 식민지 정책과 점점 더 통합되었는데, 이는 대부분의 코퍼레이션이 무역로를 통제하는 영국 왕립 해군의 능력에 본질적으로 의존했기 때문이었다.
동시대인과 역사가들 모두에게 "우주에서 가장 웅장한 상인 사회"로 불린 영국 동인도 회사는 코퍼레이션의 눈부시게 부유한 잠재력뿐만 아니라 잔인하고 착취적일 수 있는 새로운 사업 방식을 상징하게 되었다. 1600년 12월 31일, 엘리자베스 1세 여왕은 이 회사에 동인도 제도 및 아프리카와의 무역에 대한 15년 독점권을 부여했다. 1711년까지 동인도 회사의 주주들은 투자에 대해 거의 150%의 수익을 올렸다. 이후의 주식 공모는 회사가 얼마나 수익성이 높았는지를 보여주었다. 1713년에서 1716년까지의 첫 번째 주식 공모는 41만 8천 파운드를 모금했으며, 1717년에서 1722년까지의 두 번째 공모는 160만 파운드를 모금했다.
유사한 칙허장 회사인 남해회사는 1711년에 스페인 남미 식민지와의 무역을 위해 설립되었으나, 성공적이지 못했다. 남해회사의 독점권은 스페인 왕위 계승 전쟁 이후 1713년에 체결된 위트레흐트 조약에 의해 뒷받침되는 것으로 여겨졌는데, 이 조약은 영국에 30년간 해당 지역에서 무역할 아시엔토를 부여했다. 사실, 스페인은 여전히 적대적이었고 연간 단 한 척의 배만 들어오게 했다. 문제점을 모르는 영국 투자자들은 회사 발기인들의 화려한 이익 약속에 현혹되어 수천 주를 매수했다. 1717년까지 남해회사는 (실질적인 사업은 아직 하지 않았음에도) 너무 부유해져서 영국 정부의 공공 부채를 떠맡았다. 이는 주식 가격의 인플레이션을 더욱 가속화시켰고, 1720년 버블법도 마찬가지였다. 이 법은 (아마도 남해회사를 경쟁으로부터 보호하려는 동기로) 왕실 칙허장 없이는 어떤 회사도 설립하는 것을 금지했다. 주식 가격은 너무나 빠르게 상승하여 사람들은 단순히 더 높은 가격에 팔기 위해 주식을 사기 시작했고, 이는 다시 주식 가격을 더 높였다. 이것은 영국이 겪은 최초의 투기 거품이었지만, 1720년 말까지 거품은 "터졌고", 주식 가격은 1,000 파운드에서 100 파운드 아래로 떨어졌다. 파산과 비난이 정부와 상류 사회를 뒤흔들면서, 코퍼레이션과 방만한 이사들에 대한 분위기는 쓰라렸다.

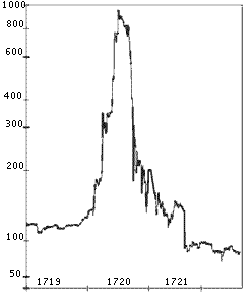
남해회사의 주가 차트. 1710년대 주식 가치의 급격한 인플레이션은 1720년 버블법을 초래했으며, 이는 왕실 칙허장 없이는 회사 설립을 제한했다.

18세기 후반, 영어로 된 최초의 회사법 논문의 저자인 스튜어트 키드는 코퍼레이션을 다음과 같이 정의했다.
특별한 명칭 아래 하나의 몸으로 통합된 많은 개인들의 집합체로, 인위적인 형태로 영구 승계를 가지며, 법의 정책에 의해 여러 측면에서 개인으로서 행동할 수 있는 능력, 특히 재산을 취득하고 양도하며, 의무를 계약하고, 소송을 제기하고 피소되며, 특권과 면제를 공유하고, 그 설립 목적이나 존재 기간 중 언제든지 부여된 권한에 따라 다양하고 광범위한 정치적 권리를 행사하는 능력을 부여받은 것.— A Treatise on the Law of Corporations, Stewart Kyd (1793–1794)

### 현대 회사법의 발전
18세기 후반 중상주의 경제 이론의 포기와 애덤 스미스 등의 경제학자들이 주도한 경제학 혁명으로 인한 고전적 자유주의와 자유방임주의 경제 이론의 부상으로, 코퍼레이션은 정부나 길드 관련 단체에서 정부의 지시를 받지 않는 공공 및 민간 경제 주체로 전환되었다. 스미스는 1776년 저서 국부론에서 대규모 기업 활동이 사적 기업가 정신과 일치할 수 없다고 썼다. 왜냐하면 타인의 돈을 책임지는 사람들은 자신의 돈만큼 주의를 기울이지 않을 것이기 때문이다.

#### 규제 완화

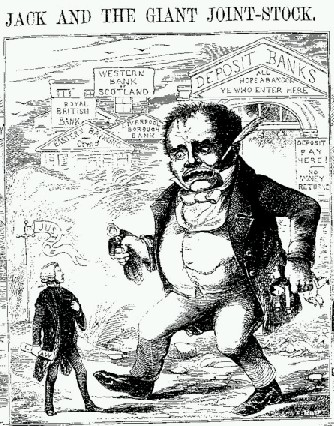
"잭과 거대 주식회사", 1844년 주식회사법 이후 등장한 '괴물' 주식회사 경제를 풍자한 1858년 <타운 토크> 만화.

영국 버블법 1720년의 회사 설립 금지 조항은 1825년 폐지될 때까지 유지되었다. 이 시점에 산업 혁명은 속도를 내기 시작했고, 사업 활동을 촉진하기 위한 법적 변화를 압박했다. 이 폐지는 점진적인 규제 완화의 시작이었지만, 초기 회사 법률 아래에서 이루어진 사업 ventures (예: 찰스 디킨스가 마틴 처즐위트에서 기록한 것들)는 종종 사기였다. 응집력 있는 규제 없이는 "앵글로-벵골레 무이무이자 생명보험 회사"와 같은 속담 같은 운영은 부유하게 보수를 받는 발기인들을 제외하고는 성공의 희망이 없는 자본 부족 사업이었다.
법인화 과정은 왕실 칙허장이나 사법을 통해서만 가능했으며, 의회가 그에 따라 부여되는 특권과 이점을 질투심 많게 보호했기 때문에 제한적이었다. 그 결과, 많은 사업체들이 수천 명의 회원을 가진 비법인화된 협회로 운영되게 되었다. 그에 따른 소송은 모든 회원의 공동 명의로 수행되어야 했으며, 거의 불가능할 정도로 번거로웠다. 의회가 때때로 특정 개인이 법적 절차에서 전체를 대표할 수 있도록 사법을 부여하기도 했지만, 이는 제한적이고 필연적으로 비용이 많이 드는 임시방편이었으며, 기존 회사에만 허용되었다.
그러던 1843년, 윌리엄 글래드스턴이 주식회사 의회 위원회의 의장이 되었고, 이는 현대 회사법의 첫 번째 조각으로 여겨지는 1844년 주식회사법으로 이어졌다. 이 법은 2단계 절차를 통해 회사를 등록할 수 있는 권한을 가진 주식회사 등록관을 만들었다. 첫 번째 임시 단계는 5파운드가 들었고 법인격을 부여하지 않았으며, 법인격은 두 번째 단계를 5파운드로 완료한 후에 발생했다. 역사상 처음으로 일반인들이 간단한 등록 절차를 통해 법인화할 수 있게 된 것이다. 회사를 별개의 법인으로 설립하는 장점은 주로 행정적인 것이었으며, 모든 투자자와 관리자의 권리와 의무를 하나의 통일된 실체 아래 집중시킬 수 있다는 점이었다.

#### 유한책임
그러나 여전히 유한책임이 없었고 회사 구성원들은 회사에 대한 무한 손실에 대해 책임을 질 수 있었다. 다음의 중요한 발전은 당시 상무청 부청장이었던 로버트 로의 요청에 따라 통과된 1855년 유한책임법이었다. 이 법은 투자자들이 사업 실패 시 회사에 투자한 금액으로 책임을 제한할 수 있도록 허용했다. 주주들은 여전히 채권자에게 직접 책임이 있었지만, 이는 주식의 미납 부분에만 해당되었다. (주주들이 회사에 대해 책임이 있다는 원칙은 1844년 주식회사법에 도입되었다.)
1855년 법은 25명 이상의 회원(주주)을 가진 회사에 유한책임을 허용했다. 보험 회사는 이 법에서 제외되었지만, 보험 계약에서 개별 구성원에 대한 소송을 제외하는 것이 일반적인 관행이었다. 보험 회사의 유한책임은 1862년 회사법에 의해 허용되었다.
이에 대해 영국의 정기 간행물인 디 이코노미스트는 1855년에 "그 중요성이 그렇게 과대평가된 변화는 아마도 없었을 것이다."라고 썼다. 이 판단의 주요 오류는 70여 년 후 같은 잡지에서 다음과 같이 주장하며 인정되었다. "미래의 경제학자는... 상업 코퍼레이션에 적용되는 유한책임 원칙의 이름 없는 발명가에게 와트와 스티븐슨, 그리고 산업 혁명의 다른 선구자들과 함께 명예로운 자리를 부여할 경향이 있을 것이다."
이 두 가지 특징, 즉 간단한 등록 절차와 유한 책임은 이후 1856년의 중요한 주식회사법에 성문화되었다. 이 법은 이후 1862년 회사법에서 다른 여러 법령과 통합되었으며, 살로몬 대 살로몬 주식회사 판결 시점까지 세기 말까지 효력을 유지했다.
이 법률은 빠르게 철도 붐으로 이어져 회사 설립이 급증했다. 그러나 19세기 후반에는 불황기가 시작되어 많은 회사들이 파산하고 지급불능 상태가 되었다. 사업 실패에서 자신들의 역할에 대한 사업가들의 책임을 회피할 수 없다는 개념에 반대하는 강력한 학문적, 입법적, 사법적 의견이 대두되었다.

#### 추가 발전

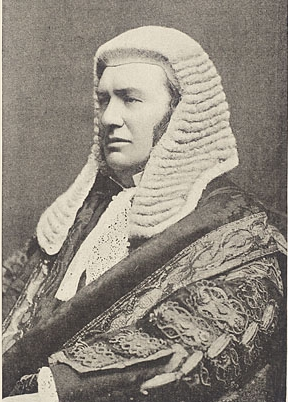
린들리 경은 살로몬 대 살로몬 주식회사 사건에서 파트너십 및 회사법의 선도적인 전문가였다. 이 중요한 사건은 회사의 독립적인 법인격을 확인했다.

1892년 독일은 별도의 법인격과 유한책임을 가진 게젤샤프트 미트 베슈렝크터 하프퉁을 도입했는데, 심지어 회사의 모든 주식이 한 사람에게만 소유되어 있더라도 그러했다. 이는 다른 국가들이 이러한 종류의 코퍼레이션을 도입하도록 영감을 주었다.
회사 역사상 마지막 중요한 발전은 1897년 상원의 살로몬 대 살로몬 주식회사 판결이었다. 이 판결에서 상원은 회사의 별개 법인격을 확인하고, 회사의 채무가 소유자의 채무와 별개임을 확인했다.
미국에서는 19세기 후반까지 코퍼레이션을 설립하는 데 일반적으로 입법 행위가 필요했다. 카네기의 철강 회사나 록펠러의 스탠더드 오일과 같은 많은 민간 기업들은 이러한 이유로 코퍼레이션 모델을 피했다(신탁 형태). 주 정부는 19세기 초부터 보다 관대한 기업법을 채택하기 시작했지만, 이들은 모두 제한적인 설계로, 종종 코퍼레이션이 너무 많은 부와 권력을 얻는 것을 막으려는 의도를 가졌다.
1896년 뉴저지주는 주에 더 많은 사업을 유치하기 위해 "가능하게 하는" 회사법을 처음으로 채택했다. 1899년, 델라웨어는 뉴저지의 선례를 따라 가능하게 하는 회사법을 제정했다. 그러나 델라웨어는 1896년 뉴저지 회사법의 가능하게 하는 조항이 1913년에 폐지된 후에야 선도적인 기업 주(corporate state)로 부상했다.
19세기 말에는 지주회사와 기업 인수합병이 등장하여 분산된 주주를 가진 더 큰 코퍼레이션이 생겨났다. 각국은 반경쟁적 관행을 방지하기 위해 경쟁법을 제정하기 시작했으며, 코퍼레이션은 더 많은 법적 권리와 보호를 부여받았다. 20세기에는 전 세계적으로 등록을 통해 코퍼레이션 설립을 허용하는 법률이 확산되었다. 이러한 법률은 1차 세계대전 이전과 이후 많은 국가에서 경제 호황을 이끄는 데 중요한 역할을 했다. 1차 세계대전 이후의 또 다른 주요 변화는 복합기업의 발전으로, 대기업이 산업 기반을 확장하기 위해 소규모 코퍼레이션을 인수하는 형태였다.
1980년대부터 많은 국가들이 대규모 국영 코퍼레이션을 민영화하는 방향으로 전환하기 시작했는데, 이는 공공 소유(또는 '국유화된') 서비스와 기업을 코퍼레이션에 매각하는 것을 포함했다. 규제 완화는 종종 자유방임주의 정책의 일환으로 민영화와 함께 기업 활동에 대한 규제를 줄이는 것을 목표로 했다.

## 소유권 및 통제
코퍼레이션은 이론적으로 구성원들에 의해 소유되고 통제된다. 주식회사에서 구성원은 주주로 알려져 있으며, 소유권, 통제 및 이익에서 각자의 몫은 그들이 소유한 회사의 주식 비율에 따라 결정된다. 따라서 주식회사의 주식 4분의 1을 소유한 사람은 회사의 4분의 1을 소유하고, 이익의 4분의 1 (또는 최소한 주주에게 배당금으로 지급되는 이익의 4분의 1)을 받을 자격이 있으며, 총회에서 행사할 수 있는 의결권의 4분의 1을 가진다.
다른 종류의 코퍼레이션에서는 해당 코퍼레이션을 설립했거나 현재 규칙을 포함하는 법적 문서가 코퍼레이션의 회원 자격 요건을 결정한다. 이러한 요건은 관련된 코퍼레이션의 종류에 따라 달라진다. 노동자 협동조합에서는 구성원이 협동조합에서 일하는 사람들이다. 신용협동조합에서는 구성원이 신용협동조합에 계좌를 가진 사람들이다.
코퍼레이션의 일상적인 활동은 일반적으로 구성원들이 임명한 개인에 의해 통제된다. 어떤 경우에는 단일 개인일 수도 있지만, 더 일반적으로 코퍼레이션은 위원회나 여러 위원회에 의해 통제된다. 크게 보아, 두 가지 종류의 위원회 구조가 있다.
- 대부분의 영미법계 국가에서 선호하는 방식은 이사회라고 하는 단일 위원회이다. 이 모델에서는 이사회가 집행 이사와 비집행 이사로 구성되며, 후자는 전자의 회사 관리를 감독하는 역할을 한다.
- 대륙법계 국가에서는 감사위원회와 경영 위원회를 포함하는 2단계 위원회 구조가 일반적이다.[29]

공동결정을 시행하는 국가(예: 독일)에서는 근로자들이 코퍼레이션 이사회 구성원의 일정 비율을 선출한다.

### 설립
역사적으로 코퍼레이션은 정부가 부여한 칙허장에 의해 설립되었다. 위에서 설명했듯이, 그러한 칙허장은 종종 개별 법안으로 제정되었다.
오늘날, 코퍼레이션은 주, 주 또는 국가 정부에 등록하여 설립되거나 법인화되며, 해당 정부가 제정한 법률에 의해 규제된다. 등록은 코퍼레이션이 유한 책임을 지는 주된 전제 조건이다. 법은 때때로 코퍼레이션에게 주요 주소와 등록 대리인(법률 서비스 송달을 받을 지정된 개인 또는 회사)을 지정하도록 요구한다. 또한 코퍼레이션의 대리인 또는 다른 법적 대표자를 지정하도록 요구될 수도 있다.
일반적으로 코퍼레이션은 코퍼레이션의 일반적인 성격, 발행할 수 있는 주식의 양, 이사의 이름과 주소를 명시한 정관을 정부에 제출한다. 정관이 승인되면, 코퍼레이션의 이사들은 회의 절차와 임원 직책 등 코퍼레이션의 내부 기능을 규율하는 조례를 만든다.
이론적으로 코퍼레이션은 자기 주식을 소유할 수 없다. 예외는 자기주식으로, 회사가 본질적으로 주주로부터 주식을 다시 매입하여 발행 주식수를 줄이는 경우이다. 이는 본질적으로 미발행 자본과 동일하게 되며, 대차대조표상 자산(수동 자본)으로 분류되지 않는다.
내부 업무 원칙에 따라, 코퍼레이션이 설립된 관할권의 법률이 그 내부 활동, 즉 주주와 이사회 및 기업 임원과 같은 관리자 간의 갈등을 규율한다. 코퍼레이션이 본국 주 외부에서 운영하는 경우, 일반적으로 다른 정부에 외국 법인으로 등록해야 하며, 해당 관할권 내에서 법률 서비스 송달을 수락할 등록 대리인을 공식적으로 임명해야 한다. 외국 법인은 고용, 범죄, 계약, 민사 소송 등과 같은 외부 업무에 관한 주최 국가의 법률을 거의 항상 따른다.

### 명칭
코퍼레이션은 일반적으로 고유한 이름을 가진다. 역사적으로 일부 코퍼레이션은 이사회의 구성원 이름을 따서 명명되었다. 예를 들어, "하버드 대학교 총장 및 펠로우"는 하버드 대학교의 두 운영 이사회 중 하나의 이름이지만, 동시에 하버드가 법적으로 법인화된 정확한 이름이기도 하다. 오늘날 대부분의 관할권에서 코퍼레이션은 이사회 구성원을 언급할 필요가 없는 고유한 이름을 가진다. 캐나다에서는 이러한 가능성이 극단적으로 발전하여, 많은 소규모 캐나다 코퍼레이션은 이름 자체가 없고, 단지 등록 번호에 기반한 숫자만 가진다(예: "12345678 온타리오 유한회사"). 이 번호는 코퍼레이션이 법인화되는 주 또는 준주 정부에 의해 할당된다.
대부분의 국가에서 기업 이름에는 해당 기업의 법인 상태를 나타내는 용어 또는 약어(예: 미국에서 "Incorporated" 또는 "Inc.") 또는 구성원의 유한 책임을 나타내는 용어(예: "Limited", "Ltd." 또는 "LLC")가 포함된다. 이러한 용어는 관할권과 언어에 따라 다르다. 일부 관할권에서는 의무적이며, 캘리포니아와 같은 곳에서는 의무가 아니다. 이러한 용어의 사용은 모든 사람에게 그들이 책임이 제한된 법인과 거래하고 있음을 구성적 통지한다. 즉, 판결을 받을 때 해당 법인이 여전히 통제하는 자산에서만 회수할 수 있다.
기업명은 해당 기업이 등록된 관할 구역에서 고유해야 한다. 정부는 다른 기업이나 다른 종류의 법인이 기존 기업의 이름과 너무 유사한 이름을 등록하는 것을 허용하지 않는다. 그러나 "다른 주에서는 동일한 이름으로 법인을 등록할 수 있으므로, 기업명은 법인 설립 주 이름과 결합될 때만 고유한 식별자가 된다." 이는 법률 문서에서 변호사들이 기업명을 처음 언급한 후 해당 기업의 법인 설립 주를 명시적으로 언급하는 이유를 설명한다.
일부 관할권에서는 "회사"라는 단어만으로 법인 상태를 나타내는 것을 허용하지 않는데, "회사"라는 단어는 파트너십이나 다른 형태의 공동 소유(미국에서는 일인회사가 사용할 수 있지만 다른 지역에서는 일반적으로 그렇지 않음)를 지칭할 수 있기 때문이다.

## 법인격
인간은 아니지만, 코퍼레이션은 몇몇 국가에서 법인으로 판결되었으며, 자연인이 가지는 것과 동일한 권리를 많이 가지고 있다. 예를 들어, 코퍼레이션은 재산을 소유할 수 있고, 존재하는 동안 소송을 제기하거나 피소될 수 있다. 코퍼레이션은 실제 개인과 국가에 대해 인권을 행사할 수 있으며, 그들 스스로 인권 침해에 대해 책임질 수도 있다. 코퍼레이션은 법률적 작용, 법원의 명령, 또는 주주들의 자발적인 행동에 의해 "해산"될 수 있다. 지급불능은 법원 명령에 따라 채권자들이 코퍼레이션의 청산 및 해산을 강제할 때 기업 실패의 한 형태로 이어질 수 있지만, 대부분의 경우 기업 자산의 재편성으로 이어진다. 코퍼레이션은 영국에서 사기 및 기업 과실치사와 같은 특별 형사 범죄로 유죄 판결을 받을 수도 있다. 그러나 코퍼레이션은 인간처럼 살아있는 존재로 간주되지 않는다.
조엘 바칸과 같은 법학자 및 다른 이들은 "법인"으로 창설된 사업 코퍼레이션이 사이코패스적 성격을 가지고 있다고 지적했다. 이는 코퍼레이션이 다른 사람들의 이익보다 자신의 이익을 우선시하도록 요구되기 때문이며, 심지어 이것이 대중이나 다른 제3자에게 심각한 위험과 중대한 피해를 입힐 때도 그러하다. 이러한 비판자들은 코퍼레이션의 법적 의무가 오로지 기업 이익과 사리사욕에만 초점을 맞추도록 요구하여 종종 직원, 고객, 일반 대중 및 자연 자원을 희생시킨다고 언급한다. 정치 이론가 데이비드 런시먼은 기업 법인격이 21세기 국가 개념의 근본적인 부분을 형성하며, 법인으로서의 기업 개념이 시민의 정치적 이해관계자로서의 역할을 명확히 하고, 국가와 국민 또는 개인 사이의 날카로운 개념적 이분법을 깨뜨리는 데 도움이 될 수 있다고 믿는다. 그는 이러한 구별이 "현대 세계에서 국가에 가해지는 요구를 충족시키는 데 점점 더 무능해지고 있다"고 주장한다.

## 같이 보기
- 상법
- 협동조합
- 회사범죄
- 기업재무
- 기업지배구조
- 기업단체
- 협동조합주의
- 탈중앙화된 자율조직
- 국유기업
- 유한책임회사
- 생활임금
- 초거대기업
- 다국적 기업
- 국유화
- 조직 문화
- 우선주
- 민영화
- 공개유한회사
- 소상공인
- 남해회사
- 튤립파동
- 미국의 반독점법